# Allium lilacinum
Allium lilacinum là một loài thực vật có hoa trong họ Amaryllidaceae. Loài này được Klotzsch mô tả khoa học đầu tiên năm 1862.